# Camarillo
Pour les articles homonymes, voir Camarillo (homonymie).
Camarillo est une municipalité du comté de Ventura, Californie, États-Unis.
L'un des campus de l'université d'État de Californie, la California State University, Channel Islands se situe à Camarillo. Elle occupe les bâtiments qui abritèrent de 1936 à 1997 l'hôpital psychiatrique Camarillo State Mental Hospital (en), souvent mentionné dans la culture populaire américaine.

## Personnalités liées à la ville
- Ben Kuroki (1917-2015), militaire américain, est mort à Camarillo.
- Patrick Warburton (1964-), acteur américain, vit actuellement à Camarillo.
- Marla Runyan (1969-), multiple médaillée paralympique, a fait ses études secondaires à Camarillo.
- Bob et Mike Bryan (1978-), joueurs de tennis jumeaux, spécialistes du double, sont nés à Camarillo.
- Jason Wade (1980-), chanteur du groupe Lifehouse, est né à Camarillo.
- Kaley Cuoco (1985-), actrice et mannequin américaine, est née à Camarillo.
- Delmon Young (1985-), joueur de baseball, a fait ses études secondaires à Camarillo.
- Jimmie Sherfy (1991-), joueur de baseball, est né à Camarillo.

### Robert Franklin Leslie
Robert Franklin Leslie (1911, Texas - 1990, Californie), y vécut avec sa femme Lea - Coe Street - jusqu'à sa mort, des suites d'un accident vasculaire cérébral qui le laissa aveugle en 1989. Né d'un père d'origine cherokee et d'une mère d'origine écossaise, ayant mené une carrière d'enseignant de langues (anglais, français et espagnol) parallèlement à des études botaniques, il fut écrivain-voyageur, scénariste, chantre de la vie sauvage et de l'écologie. Il raconta des rencontres exceptionnelles, des amitiés étranges entre l'homme et l'animal sauvage; il fit le récit de ses voyages au Mexique, à travers les étendues sauvages des États-Unis et de ses épopées dans le Canada mythique des trappeurs et des orpailleurs, évoquant la lutte des Amérindiens face à un monde moderne décrit comme usurpateur et colonisateur.
- Mes ours et moi, 1976 et 1991  (ISBN 978-2234022966), chez Éditions Stock, collection Nature Jacques Lacarrière. Le Livre de poche en 1983. Le roman sera adapté pour le cinéma en 1976 par Bernard McEveety, Walt Disney Productions.
- L'indien et la louve, 1978, Éditions Stock, collection Nature Jacques Lacarrière. Réédition en 1985 par L'École des loisirs.

## Démographie
| 1960  | 1970   | 1980   | 1990   | 2000   | 2010   |
| ----- | ------ | ------ | ------ | ------ | ------ |
| 2 359 | 19 219 | 37 797 | 52 303 | 57 077 | 65 201 |